# Kick Sauber C44
Chronologie des modèles (2024)
Alfa Romeo C43 Kick Sauber C45
La Kick Sauber C44 est la monoplace de Formule 1 conçue par l'écurie suisse Kick Sauber et engagée sous la dénomination Stake F1 Team dans le cadre de la saison 2024 du championnat du monde de Formule 1. Elle est pilotée par le duo constitué du Chinois Zhou Guanyu et du Finlandais Valtteri Bottas pour la troisième saison consécutive.

## Présentation
La présentation a lieu à Londres le 5 février 2024.
Supervisée par James Key, la monoplace se distingue de la précédente par une aérodynamique revue et des suspensions avant à tirants. La configuration des pontons se rapproche de celle de la Red Bull RB19, victorieuse du championnat 2023.

## Résultats en championnat du monde de Formule 1
| Saison | Écurie        | Moteur                   | Pneus   | Pilotes         | Courses | Courses | Courses | Courses | Courses | Courses | Courses | Courses | Courses | Courses | Courses | Courses | Courses | Courses | Courses | Courses | Courses | Courses | Courses | Courses | Courses | Courses | Courses | Courses | Points inscrits | Classement |
| Saison | Écurie        | Moteur                   | Pneus   | Pilotes         | 1       | 2       | 3       | 4       | 5       | 6       | 7       | 8       | 9       | 10      | 11      | 12      | 13      | 14      | 15      | 16      | 17      | 18      | 19      | 20      | 21      | 22      | 23      | 24      | Points inscrits | Classement |
| ------ | ------------- | ------------------------ | ------- | --------------- | ------- | ------- | ------- | ------- | ------- | ------- | ------- | ------- | ------- | ------- | ------- | ------- | ------- | ------- | ------- | ------- | ------- | ------- | ------- | ------- | ------- | ------- | ------- | ------- | --------------- | ---------- |
| 2024   | Stake F1 Team | Ferrari V6 turbo hybride | Pirelli |                 | BAH     | SAU     | AUS     | JAP     | CHI     | MIA     | EMI     | MON     | CAN     | ESP     | AUT     | GBR     | HON     | BEL     | P-B     | ITA     | AZE     | SIN     | USA     | MEX     | SAO     | LAS     | QAT     | ABU     | 4               | 10e        |
| 2024   | Stake F1 Team | Ferrari V6 turbo hybride | Pirelli | Zhou Guanyu     | 11e     | 18e     | 15e     | Abd.    | 14e     | 14e     | 15e     | 16e     | 15e     | 13e     | 17e     | 18e     | 19e     | Abd.    | 20e     | 18e     | 14e     | 15e     | 19e     | 15e     | 15e     | 13e     | 8e      | 13e     | 4               | 10e        |
| 2024   | Stake F1 Team | Ferrari V6 turbo hybride | Pirelli | Valtteri Bottas | 19e     | 17e     | 14e     | 14e     | Abd.    | 16e     | 18e     | 13e     | 13e     | 16e     | 16e     | 15e     | 16e     | 15e     | 19e     | 16e     | 16e     | 16e     | 17e     | 14e     | 13e     | 18e     | 11e     | Abd.    | 4               | 10e        |

Légende : ici 
- *Le pilote n'a pas terminé la course mais est classé pour avoir parcouru 90% de la distance.